# Colastes melanocephalus
Colastes melanocephalus är en stekelart som först beskrevs av Maximilian Spinola 1851.  Colastes melanocephalus ingår i släktet Colastes och familjen bracksteklar. Inga underarter finns listade i Catalogue of Life.